# Vlasta Vlčková
Vlasta Vlčková (* 14. ledna 1944) byla česká a československá politička Komunistické strany Československa a poslankyně Sněmovny národů Federálního shromáždění za normalizace.

## Biografie
K roku 1971 se profesně uvádí jako předsedkyně MNV. Ve volbách roku 1971 zasedla do české části Sněmovny národů (volební obvod č. 31 - Děčín, Severočeský kraj). Ve FS setrvala do konce funkčního období, tedy do voleb roku 1976.